# Johnny Servoz-Gavin
George Francis Servoz-Gavin, detto Johnny (Grenoble, 18 gennaio 1942 – Grenoble, 29 maggio 2006), è stato un pilota automobilistico francese.
Campione europeo di Formula 2 nel 1969, ha preso parte ad undici Gran Premi di Formula 1 ottenendo come miglior risultato un secondo posto a Monza nel 1968. Ha inoltre condotto per i primi tre giri il Gran Premio di Monaco dello stesso anno. Durante il corso della sua carriera si è dedicato anche a gare rally o con vetture sport prototipo, giungendo terzo alla 12 Ore di Sebring e secondo alla 1000 km di Monza del 1970.

## Carriera

### Gli inizi
Nato a Grenoble, città situata sulle Alpi francesi, in gioventù era stato istruttore di sci. Si interessò, poi, all'automobilismo, dedicandosi, a partire dal 1964, ai rally e alle gare in salita, compiendo anche un lavoro di sviluppo sulle vetture sport della Matra. Successivamente entrò nella scuola di pilotaggio di Magny-Cours, esordendo nella Coppa delle province per la squadra della Savoia, per poi passare alla Formula 3 con una Brabham nel 1965. Venne, poi, assunto dalla squadra ufficiale della Matra, con cui vinse il titolo nel 1966. Ormai considerato uno dei migliori talenti dell'automobilismo francese, debuttò in Formula 2, categoria in cui si impose nel 1969 e in cui continuò a gareggiare nonostante il debutto in Formula 1.

### Formula 1

#### I primi anni alla Matra (1967-1969)
In occasione del Gran Premio di Monaco 1967 Servoz-Gavin ebbe l'occasione di fare il suo esordio in Formula 1 alla guida di una Matra MS7 di Formula 2, ma fu costretto al ritiro già nel corso del primo giro. Passò poi il resto dell'anno a gareggiare in Formula 2, ottenendo come miglior risultato un terzo posto in gara. Il suo stile di vita, però, indisciplinato e trasgressivo, spinse la Matra ad impiegarlo solamente nelle gare sport prototipo. L'infortunio occorso a Jackie Stewart e pressioni della ELF, sponsor francese del team di Ken Tyrrell, fecero sì che Servoz-Gavin tornasse a prendere parte a una gara della massima serie. A Monaco riuscì a partire dalla prima fila e al via prese il comando della corsa. Al terzo giro, però, commise un errore simile a quello che era costato la vita a Bandini l'anno precedente, uscendone però illeso. Nonostante ciò attirò l'attenzione del circus per la sua prestazione. Lo stesso anno si classificò, poi, secondo al Gran Premio d'Italia, ottenendo il suo unico podio in carriera e concluse tredicesimo nel campionato piloti.
Servoz-Gavin restò al team ufficiale della Matra anche nel 1969, dedicandosi, però, soprattutto alla Formula 2, categoria in cui si impose, vincendo tre gare e conquistando il titolo europeo. Nonostante ciò fece la sua apparizione in quattro gare di Formula 1, ottenendo un sesto posto in Canada e facendo registrare i primi e unici punti per una vettura con quattro ruote motrici.
La vettura era la Matra MS 84.

#### Il passaggio alla Tyrrell e il ritiro (1970)
A fine stagione venne ufficializzato il suo passaggio alla Tyrrell per il 1970, in cui avrebbe fatto coppia con Jackie Stewart. Durante la pausa invernale del campionato, però, mentre gareggiava in un rally in Francia fu vittima di un incidente, venendo colpito all'occhio destro dal ramo di un albero. Dopo aver inizialmente minimizzato la cosa, il peggioramento della situazione lo costrinse al ricovero, ad una lunga convalescenza di cinque settimane in una stanza oscurata. Nonostante le speranze di recupero, date anche dalle buone prestazioni ottenute nelle gare endurance, la diminuzione della vista che ne derivò gli fece perdere sicurezza nella guida.
Già a inizio stagione, poi, in occasione del Gran Premio di Spagna, la sua vettura venne lambita dal fuoco sprigionatosi dallo scontro tra Ickx ed Oliver, ricordandogli la morte di Lorenzo Bandini, episodio che lo aveva particolarmente scosso. Nonostante ciò terminò la gara al quinto posto, ottenendo gli ultimi punti in carriera. Al successivo appuntamento mondiale (GP di Monaco 1970), gara nella quale non era riuscito a qualificarsi, annunciò durante un party sul suo yacht, tra lo scetticismo generale, il suo ritiro dalle corse, dettato soprattutto dalla paura provata dopo l'incidente occorsogli in inverno e dalla mancata sensazione di sicurezza durante la guida.

#### Risultati completi in Formula 1
| 1967 | Scuderia | Vettura |  |     |  |  |  |  |  |  |  |  |  |  |  | Punti | Pos. |
| ---- | -------- | ------- |  | --- |  |  |  |  |  |  |  |  |  |  |  | ----- | ---- |
| 1967 | Matra    | MS7     |  | Rit |  |  |  |  |  |  |  |  |  |  |  | 0     |      |

| 1968 | Scuderia     | Vettura   |  |  |     |  |  |     |  |  |   |     |  |     |  | Punti | Pos. |
| ---- | ------------ | --------- |  |  | --- |  |  | --- |  |  | - | --- |  | --- |  | ----- | ---- |
| 1968 | Matra Cooper | MS10 T86B |  |  | Rit |  |  | Rit |  |  | 2 | Rit |  | Rit |  | 6     | 13º  |

| 1969 | Scuderia | Vettura    |  |  |  |  |  |  |     |  |   |    |   |  |  | Punti | Pos. |
| ---- | -------- | ---------- |  |  |  |  |  |  | --- |  | - | -- | - |  |  | ----- | ---- |
| 1969 | Matra    | MS7 e MS84 |  |  |  |  |  |  | Rit |  | 6 | NC | 8 |  |  | 1     | 17º  |

| 1970 | Scuderia | Vettura   |     |   |    |  |  |  |  |  |  |  |  |  |  | Punti | Pos. |
| ---- | -------- | --------- | --- | - | -- |  |  |  |  |  |  |  |  |  |  | ----- | ---- |
| 1970 | Tyrrell  | March 701 | Rit | 5 | NQ |  |  |  |  |  |  |  |  |  |  | 2     | 20º  |

| Legenda | 1º posto     | 2º posto | 3º posto    | A punti         | Senza punti/Non class.  | Grassetto – Pole position Corsivo – Giro più veloce |
| Legenda | Squalificato | Ritirato | Non partito | Non qualificato | Solo prove/Terzo pilota | Grassetto – Pole position Corsivo – Giro più veloce |

### Dopo la Formula 1
Servoz-Gavin, dopo l'annuncio del suo ritiro, prese parte solo occasionalmente ad alcuni rally o a gare in salita fino al 1983. Si concentrò, poi, soprattutto sulla navigazione e si costruì una casa galleggiante. Tornò agli onori della cronaca nel 1982, quando l'esplosione di una bombola di gas sul suo yacht lo sfigurò in volto e gli provocò diverse ustioni. Soffrì, inoltre, di una salute precaria, tanto da aver avuto tre arresti cardiaci. Morì, infine, il 29 maggio 2006 in seguito ad un'embolia polmonare.